# Osia
Osia es una localidad española perteneciente al municipio de Jaca, en la Jacetania, en la provincia de Huesca, Aragón.

## Situación
Osia es una localidad de la comarca de La Jacetania. Está situada a 28 km de Jaca, muy cerca de Centenero y Ena.

## Iglesia de la Virgen del Rosario
Es románica, del siglo XII. Fue la primitiva iglesia de Osia, estuvo dedicada a santa Lucía y actualmente sirve de capilla del cementerio. La nave y el  presbiterio tienen bóveda de medio cañón y el ábside semicircular bóveda de cuarto de esfera. La puerta de arco de medio punto se abre en el muro sur. La cubierta es de lajas de piedra.

## Geografía humana

### Familias de Osia
En Osia tradicionalmente han habitado las mismas familias, que poco a poco han ido marchándose del pueblo. Cada una con sus casas centenarias, son de destacar los Pueyo, Bernués, Lloro, Portaña, Ventura, Escolano, Monrepós, o los Gavín, Torregrosa, Sánchez.
Desde el año 2005 el pueblo ha ido recuperándose con la llegada de nuevas familias que le han aportado juventud y han remodelado algunas de las viejas casas. A principios de la década de 2010 ya había 6 niños.
Se encuentran viviendo todo el año 14 habitantes, aunque en verano va mucha gente de vacaciones a su segunda residencia (2020).

### Demografía
| Gráfica de evolución demográfica de Osia entre 1842 y 1960 |
| |
| Población de derecho según los censos de población del INE Población de hecho según los censos de población del INEEntre el censo de 1970 y el anterior, este municipio desaparece porque se integra en el municipio 22130 (Jaca) |